# José Luis Sanz García
José Luis Sanz García (Sòria, Espanya, 11 de març de 1948) és un paleontòleg i divulgador científic especialitzat en l'estudi dels dinosaures, tot sent autor o coautor de vuit nous gèneres de dinosaures. Com a investigador destaca pel descobriment i estudi de les aus primitives Iberomesornis romerali, Concornis lacustris i Eoalulavis hoyasi; i dels dinosaures Aragosaurus ischiaticus, Pelecanimimus polyodon i Concavenator corcovatus.
Com a divulgador ha publicat o col·laborat en dotze llibres, entre els quals hi destaquen Mitología de los dinosaurios, Dinosaurios, los señores del pasado i Cazadores de dragones.
És catedràtic de Paleontologia de la Universitat Autònoma de Madrid. És membre corresponent de la Reial Acadèmia de Ciències Exactes, Físiques i Naturals d'Espanya. Ha estat director del projecte d'excavació del jaciment de Las Hoyas (Conca, Castella). A més a més, hi ostenta el càrrec de director tècnic dels museus paleontològics d'Elx i Arnedo, a La Rioja.
En 2015 fou escollit acadèmic de la Reial Acadèmia de Ciències Exactes, Físiques i Naturals. Va prendre possessió de la medalla el 22 de febrer de 2017 amb el discurs Breve histórico del concepto de macroevolución: una perspectiva paleobiológica.

## Publicacions
Llibres
- Sanz, J. L. (1985). «Dinosaurios». En: Melendez, B. (coord.) Paleontología. Paraninfo, 2: 311-392.
- López Martínez, N. i Sanz, J. L. (1986). «Vertebrados». En: López Martínez, N. (Ed.): Guía de Campo de los Fósiles de España. Madrid: Editorial Pirámide: 367-400

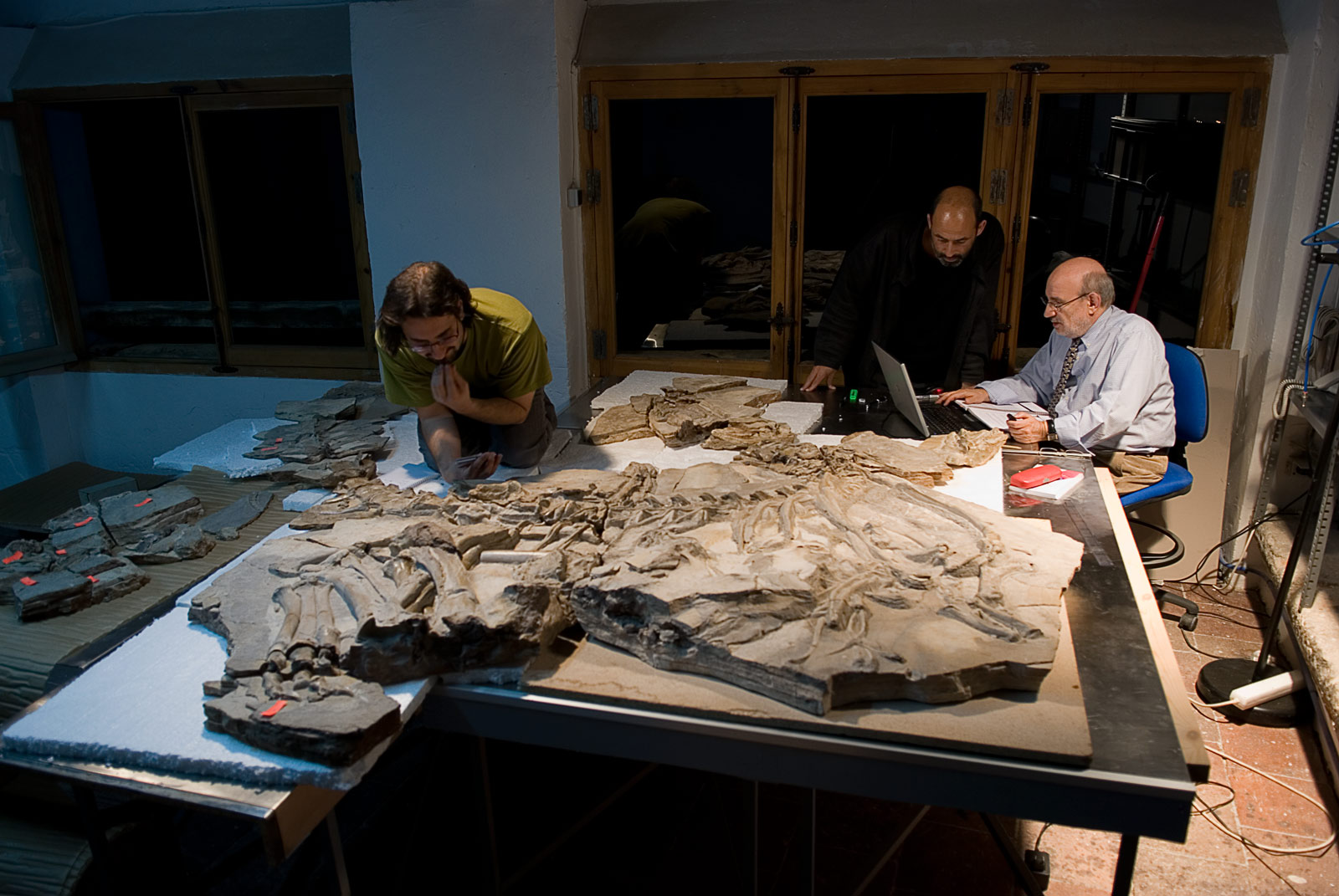
José Luis Sanz (assegut) junt a les restes fòssils de Concavenator corcovatus

- Sanz, J. L., Buscalioni, A. D., Moratalla, J. J., Francés, V. y Antón, M. (1990). Los reptiles mesozoicos del registro español. C.S.I.C. Museo Nacional de Ciencias Naturales. Monografías, 2. 79 pàgs. ISBN 84-00-07036-4 [en los ejemplares figura «ISBN 84-7476-133-6»]
- Sanz, J. L. y Buscalioni, A. D. (Coords.) (1992). Los dinosaurios y su entorno biótico. Ayuntamiento de Cuenca, Instituto "Juan de Valdés". Actas académicas, 4. 397 pàgs. ISBN 84-86788-14-5
- Sanz, J. L. (1999). Los dinosaurios voladores. Historia evolutiva de las aves primitivas. Ediciones Libertarias/Prodhufi, S.A. Mundo Vivo. 239 pàgs. ISBN 84-7954-493-7
- Sanz, J. L. (1999). Mitología de los dinosaurios. Editorial Taurus. Pensamiento. 206 pàgs. ISBN 84-306-0348-4
- Sanz, J. L. (2002). Starring T. rex!. Dinosaur mythology and popular culture. Bloomington: Indiana University Press, 153 pàgs. ISBN 0253341531
- Barrett, P. y Sanz, J. L. (2003). Dinosaurier. Giganten der Urzeit. Arena. 191 pàgs. ISBN 978-3401051345
- Sanz, J. L. (2007). Cazadores de dragones. Historia del descubrimiento e investigación de los dinosaurios. Editorial Ariel. 420 pàgs. ISBN 978-84-344-5316-6
- Sanz, J. L. (Ed.) (2007). Los dinosaurios en el siglo XXI. Tusquets. Metatemas, 99. 392 pàg. ISBN 978-84-8383-030-7

Articles
- Sanz, J. L., Buscalioni, A. D., Casanovas, M. L. y Santafé, J. V. (1987). «Dinosaurios del Cretácico Inferior de Galve (Teruel, España)». Estudios geológicos, volumen extraordinario Galve-Tremp: 45-64
- Sanz, J. L., Bonaparte, J. F. y Lacasa, A. (1988). «Unusual Early Cretaceous birds from Spain», Nature, 331: 433–435
- Sanz, J. L. y Bonaparte, J. F. (1992). «A New Order of Birds (Class Aves) from the Lower Cretaceous of Spain». In Jonathan J. Becker (ed.). Papers in avian paleontology honoring Pierce Brodkorb. Natural History Museum of Los Angeles County Contributions in Science, 36: 38-49
- Sanz, J. L. y Buscalioni, A. D. (1992). «A new bird from the Early Cretaceous of Las Hoyas, Spain, and the early radiation of birds». Palaeontology, 35: 829-845
- Pérez-Moreno, B. P.; Sanz, J. L.; Buscalioni, A. D.; Moratalla, J. J.; Ortega, F. y Raskin-Gutman, D. (1994). «A unique multitoothed ornithomimosaur from the Lower Cretaceous of Spain». Nature, 30: 363-367.
- Sanz J. L. y Buscalioni, A. D. (1994). «An isolated bird foot from the Barremian (Lower Cretaceous) of Las Hoyas (Cuenca, Spain)». Géobios, Mémoire Spéciale 16: 213-217
- Sanz, J. L., Moratalla, J., Díaz-Molina, M., López-Martínez, N., Kälin, O. y Vianey-Liaud, M. (1995). «Dinosaur nest at the sea shore». Nature, 376: 731-732
- Sanz, J. L.; Chiappe, L. M.; Pérez-Moreno, B. P.; Buscalioni, A. D.; Moratalla, J. J.; Ortega, F. y Poyato-Ariza, F. J. (1996). «An Early Cretaceous bird from Spain and its implications for the evolution of avian flight». Nature, 382(6590): 442-445. doi:10.1038/382442a0
- Sanz, J. L., Chiappe, L. M., Pérez-Moreno, B. P., Moratalla, J. J., Hernández-Carrasquilla, F., Buscalioni, A. D., Ortega, F., Poyato-Ariza, F. J., Rasskin-Gutman, D. y Martínez-Delclòs, X. (1997) «A nestling bird from the Lower Cretaceous of Spain: implications for avian skull and neck evolution». Science, 276 (junio, 1997): 1543-1546
- Ortega, F.; Escaso, F. y Sanz, J. L. (2010). «A bizarre, humped Carcharodontosauria (Theropoda) from the Lower Cretaceous of Spain». Nature, 467(7312): 203-206. doi:10.1038/nature09181. ISSN 0028-0836.
- Meseguer, J.; Chiappe, L. M.; Sanz, J. L.; Ortega, F.; Sanz-Andrés, A.; Pérez-Grande, I. y Franchini, S. (2012). «Lift devices in the flight of Archaeopteryx». Spanish Journal of Palaeontology, 27(2): 125-130

Articles de divulgació
- Sanz, J. L. (1988). «Filogenia de las primeras aves». Investigación y Ciencia, 140: 42-43.
- Sanz, J. L. y Pérez-Moreno, B. P. (1995). «Ornitomimosaurio hallado en Cuenca». Investigación y Ciencia, 221: 31-33.
- Sanz, J. L. y Ortega, F. (1998). «Alas en la Iberia del Mesozoico». National Geographic España, 3(1): 100-105
- Sanz, J. L. y Pérez-Moreno, B. P. (1999). «Las aves de Las Hoyas». Investigación y Ciencia, 271: 52-57.